# (134341) 1979 MA
1979 أم أي (ويعرف أيضًا باسم (134341) 1979 أم أي وفق تسمية الكوكب الصغير) (بالإنجليزية: 1979 MA)‏ هو كويكب ضمن حزام الكويكبات؛ وترتيبه 134341 من حيث الاكتشاف.
اكتُشف هذا الجُرم الفلكي بواسطة اليانور إف. هيلين في 25 يونيو 1979.

## وصلات خارجية
- (134341) 1979 MA في قاعدة بيانات مختبر الدفع النفاث لأجرام النظام الشمسي الصغيرة

- الاكتشاف · مخطط المدار ·  العناصر المدارية · المعلمات المادية

- (134341) 1979 MA على موقع ويكي سكاي: DSS2, SDSS, GALEX, IRAS, Hydrogen α, X-Ray, Astrophoto, Sky Map, Articles and images